# Zeda Jaishi
Zeda Jaishi (en georgiano y esvano: ზედა ხაიში) es una aldea de Georgia ubicada en el noreste de la región de Mingrelia-Alta Esvanetia, siendo parte del municipio de Mestia.

## Geografía
Zeda Jaishi está la margen izquierda del río Inguri, a 44 km oeste de Mestia. La aldea es parte de la región histórica de Esvanetia y se administra desde el pueblo de Jaishi.

## Demografía
Según el censo de 2014, los georgianos (esvanos) constituían el 100% de la población.